# 拉巴斯 (南下加利福尼亚州市镇)
拉巴斯市镇（西班牙語：Munipio de La Paz）是墨西哥南下加利福尼亚州下辖的市镇。拉巴斯市镇总面积20,275平方公里，为墨西哥面积第四大的市镇。总人口219,596（2005年）。该市场的行政中心位于拉巴斯。拉巴斯也是南下加利福尼亚州州府所在地。